# 国際連合安全保障理事会決議1738
国際連合安全保障理事会決議1738（こくさいれんごうあんぜんほしょうりじかいけつぎ1738、英: United Nations Security Council Resolution 1738）は、2006年12月23日に国際連合安全保障理事会で採択された武力紛争における文民の保護、とくにジャーナリスト等報道関係者への攻撃に関する決議。略称はUNSCR1738。

## 概要
国連安保理決議1738は、武力紛争（英: armed conflict）における文民の保護に関する決議で、とくにジャーナリスト等報道関係者に対する攻撃行為を非難しこの中止を要請するもの。文民等を故意に目標とすることは国際平和と安全に対する脅威となることを想起。国際社会には必要に応じて適切な措置を採択する準備があることが再確認し、武力紛争における文民の保護に関する次回報告でジャーナリスト等報道関係者の安全と安全保障の問題を含めることが事務総長に要請された。同決議は全会一致で採択された。

## 解説
採択の同日に国連安保理が発表した報道資料によると、決議の内容は次の通り。
- 武力紛争状況下におけるジャーナリスト等報道関係者に対する意図的な攻撃を非難し、関係諸勢力にそのような行為の終結を要請
- 武力紛争地域において専門的活動に従事するジャーナリスト等報道関係者は、文民としての地位に反する行為を行わない限り、文民とみなされ保護べきである（ジュネーヴ諸条約第3条約 に規定される戦争捕虜の地位に対する従軍記者の権利に抵触しない）ことを想起
- あらゆる武力紛争当事者が、ジャーナリスト等報道関係者を含む武力紛争における文民の保護に関連する国際法の下で適用される義務を全面的に遵守する必要性を想起
- 国際人道法に対する深刻な違反に責任のある者への免責を終結させ起訴するために国際法の下で関連する義務を遵守する各国の責任を強調
- 各国及び武力紛争のあらゆる当事者に対し、ジャーナリスト等報道関係者を含む文民に対する国際人道法の違反を防止するための最大限の努力を行うよう要請
- 武力紛争状況下における文民に対するあらゆる暴力の扇動への非難を再確認し、適用可能な国際法に従いそのような暴力の扇動を行った個人を裁判にかける必要性を再確認
- 国連のミッションに承認を与える際に、必要に応じて虐殺・人道に対する罪・国際人道法に対する重大な違反を扇動する放送等に対する措置を検討する意図を表明